# Neorrhyncha
Neorrhyncha is een geslacht van vlinders van de familie bladrollers (Tortricidae).

## Soorten
- N. camerunica Aarvik, 2004
- N. congolana Aarvik, 2004